# Portella de Botadiol
La Portella de Botadiol és una collada de muntanya de 2.246,9 metres d'altitud a cavall dels termes comunals de Font-rabiosa, a la comarca del Capcir, pertanyent a la Catalunya del Nord i d'Artigues i Al Plan, al Donasà, comarca occitana històricament lligada a Catalunya. És per tant, un dels límits septentrionals dels Països Catalans. És a la zona nord-oest del terme de Font-rabiosa, a l'extrem oriental de la Serra dels Castellets, al sud-est del Pic de la Tribuna i a ponent del Puig del Pla de Bernat, a la vora nord de la capçalera del Còrrec dels Serrats Verds.